# Moloques
Cet article possède un paronyme, voir Moluques.
Pour les articles ayant des titres homophones, voir Moloch.

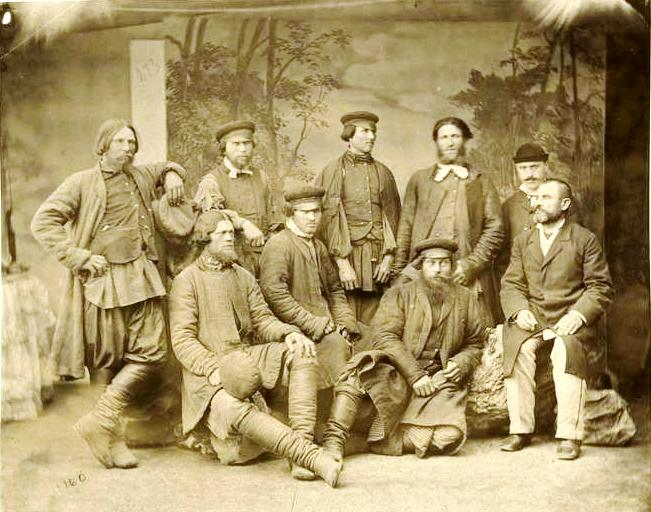
Photo de George Kennan.

Les Moloques ou Molokanes (en russe : Молока́не) sont une communauté religieuse née en Russie dans les années 1550. Le nom vient du mot russe Молоко (moloko) qui signifie lait, les Moloques buvant du lait les jours de jeûne de la majorité orthodoxe.
Ce mouvement centré sur la Bible rejetait le pouvoir de droit divin du tsar, mais aussi le culte des icônes, les fastes de l'Église orthodoxe russe, le service militaire, les nourritures impures, ou encore le baptême par l'eau. Ils rejettent aussi la croyance en la Sainte-Trinité, l'organisation épiscopale, et les fêtes des Saints.
Il existe de petites communautés moloques dans plusieurs pays (Russie, Azerbaïdjan, Arménie, Brésil, Turquie, Mexique, Australie, Uruguay, Mongolie, Iran, Syrie, États-Unis...). Un centre communautaire mondial a été construit à Kotchoubeïevskoïe, près de la ville de Stavropol en 1997.

## Histoire
Durant le règne d’Ivan le Terrible, Mathieu Simon Dalmatov commence à évangéliser dans son entourage à Tambov puis à Moscou où il convertit un groupe de voyageurs venant du nord-est de la Russie, notamment des Mordves, qui forment une première communauté moloque. Dalmatov fut ensuite exécuté pour hérésie.
Depuis leur création, les Moloques ont donné naissance à de nombreux groupes religieux porteurs de variantes (Molokan-Subbotniki, Pryguni et Skakuni (« Sauteurs »), Moloques du samedi, Vodianie, Moloques du Don, Maksimists, ...). Les plus nombreux en Russie actuelle seraient les Postoïannie (« Constants »), qui se présentent comme les plus fidèles aux traditions moloques des origines.
Il est possible que les Soubbotniks, un ensemble de groupes très judaïsants, voire franchement adhérents pour certains au Judaïsme orthodoxe, en soient issus (fin du XVIIIe siècle). Les Molokan-subbotniks, un sous-groupe subbotnik converti par des prêcheurs subbotniks dans la seconde moitié du XIXe siècle en sont en tous cas clairement issus.
Dans le courant du XIXe siècle, le gouvernement tsariste a souvent déporté les communautés Moloques vers la Sibérie ou le Caucase, afin de limiter leur influence dans leurs régions d'origine.
Progressivement, les groupes Moloques ont cessé de convertir de nouveaux membres, et se sont repliés sur leur vie communautaire.
À la fin du XIXe siècle, une minorité de Moloques quitte l'empire russe, généralement pour l'Amérique du Nord (Canada inclus), et pour certains soubbotniks (si on les considère comme des Moloques) pour la Palestine.
Au cours du XXe siècle, la politique anti-religieuse du gouvernement soviétique, ainsi que la modernisation des sociétés a entraîné une forte tendance à la laïcisation et à l'assimilation des communautés Moloques. Au début du XXIe siècle, il resterait « environ 20 000 personnes s'identifiant ethniquement elles-mêmes comme Moloques. Elles sont également réparties entre la Russie et l'Amérique, avec quelques membres en Australie ».
Les Moloques se sont séparés des Doukhobors vers 1765.

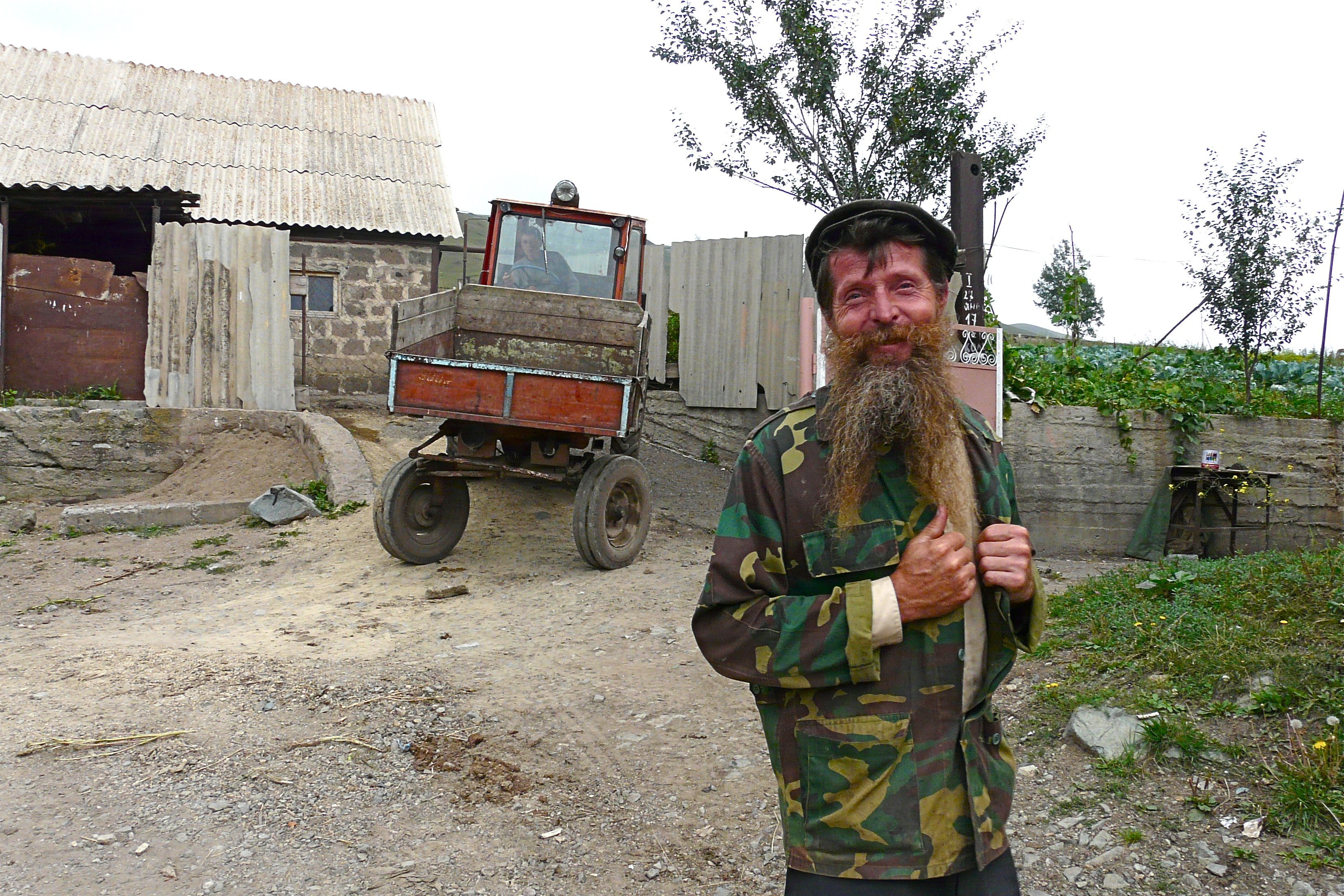
Moloque de Fioletovo en Arménie
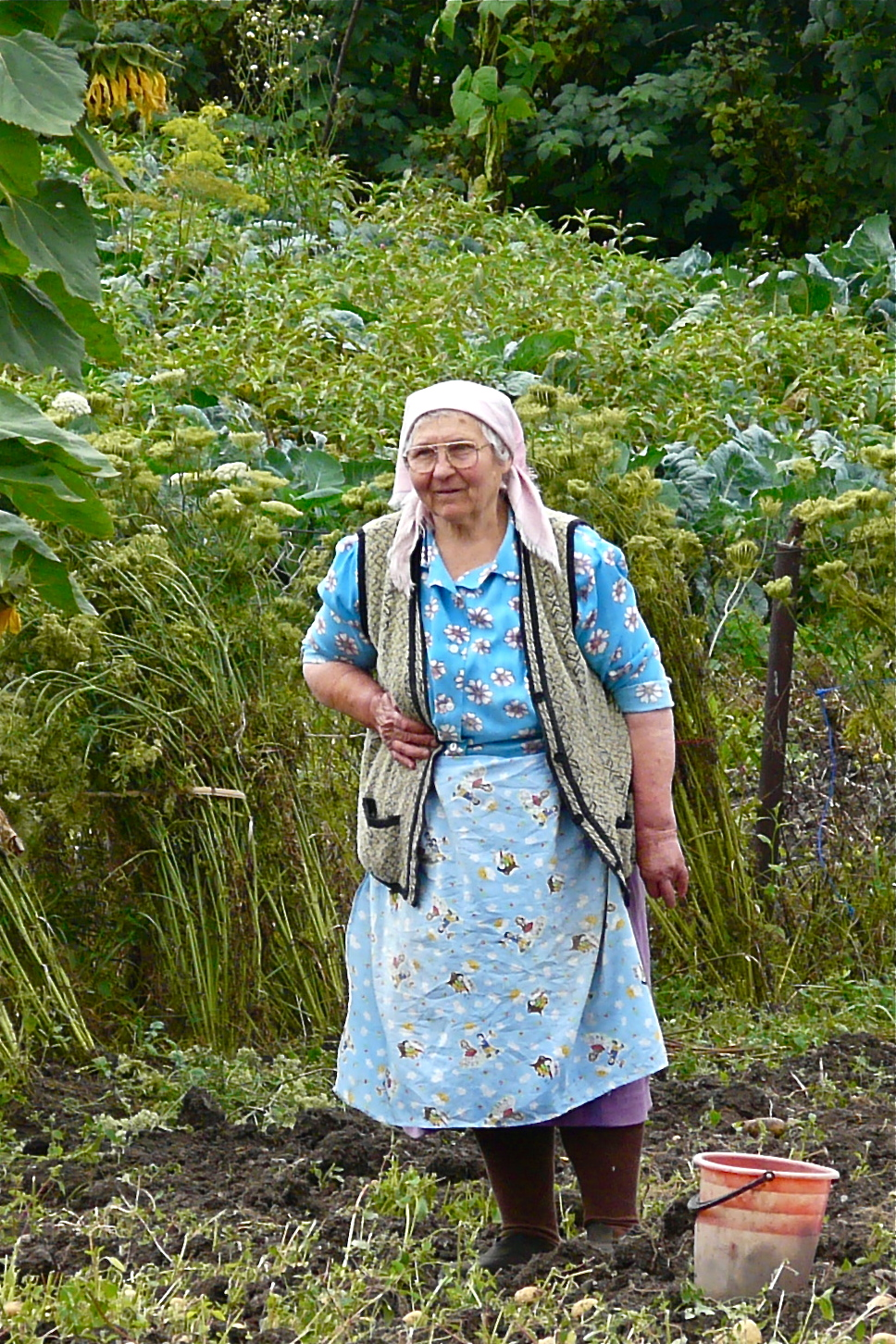
Moloque de Fioletovo en Arménie

## Pratiques
D'un point de vue général, l'éclatement en nombreux sous-groupes des Moloques rend impossible de définir une pratique religieuse unifiée. Il y a cependant des points communs importants :
- Le rejet de l'Église russe orthodoxe
- L'adhésion au Christianisme (si on excepte les Molokan-Soubbotniks, qui sont allés assez loin dans la conversion au Judaïsme).
- La forte revalorisation de l'Ancien Testament et de ses pratiques.
- La volonté d'avoir une interprétation littérale de la Bible, loin des interprétations considérées comme déviantes de l'église orthodoxe.
- Le rejet du baptême par l'eau.
- Certaines pratiques diététiques inspirées de l'Ancien Testament, pouvant ressembler à la cacherout juive. Ils ne mangent ainsi normalement pas de porc[5], même si des pratiques plus diversifiées sont apparues avec la tendance croissante à l'assimilation[4].
- Une assez ferme pratique de l'endogamie, du moins chez les croyants. Les mariages avec des personnes adhérant à d'autres groupes religieux sont découragés, sauf conversion de ceux-ci.
- un passé commun de persécutions et de déportations à l'époque tsariste.

Certains sous-groupes moloques placent le jour du culte le samedi (pour suivre la pratique du Shabbat de l'Ancien Testament), d'autres le dimanche, d'autres encore ont plusieurs services religieux allant du samedi soir au dimanche matin.
Les fêtes religieuses peuvent être selon les groupes plutôt des fêtes chrétiennes traditionnelles ou des fêtes juives reprises de l'Ancien Testament, ou un mélange des deux.
On a souvent présenté les Moloques comme l'équivalent spécifique à l'espace religieux orthodoxe du protestantisme occidental, sans qu'une éventuelle influence directe ne soit discernable.